# Dyckia

Dyckia là một chi thực vật có hoa trong họ Bromeliaceae.

## Hình ảnh

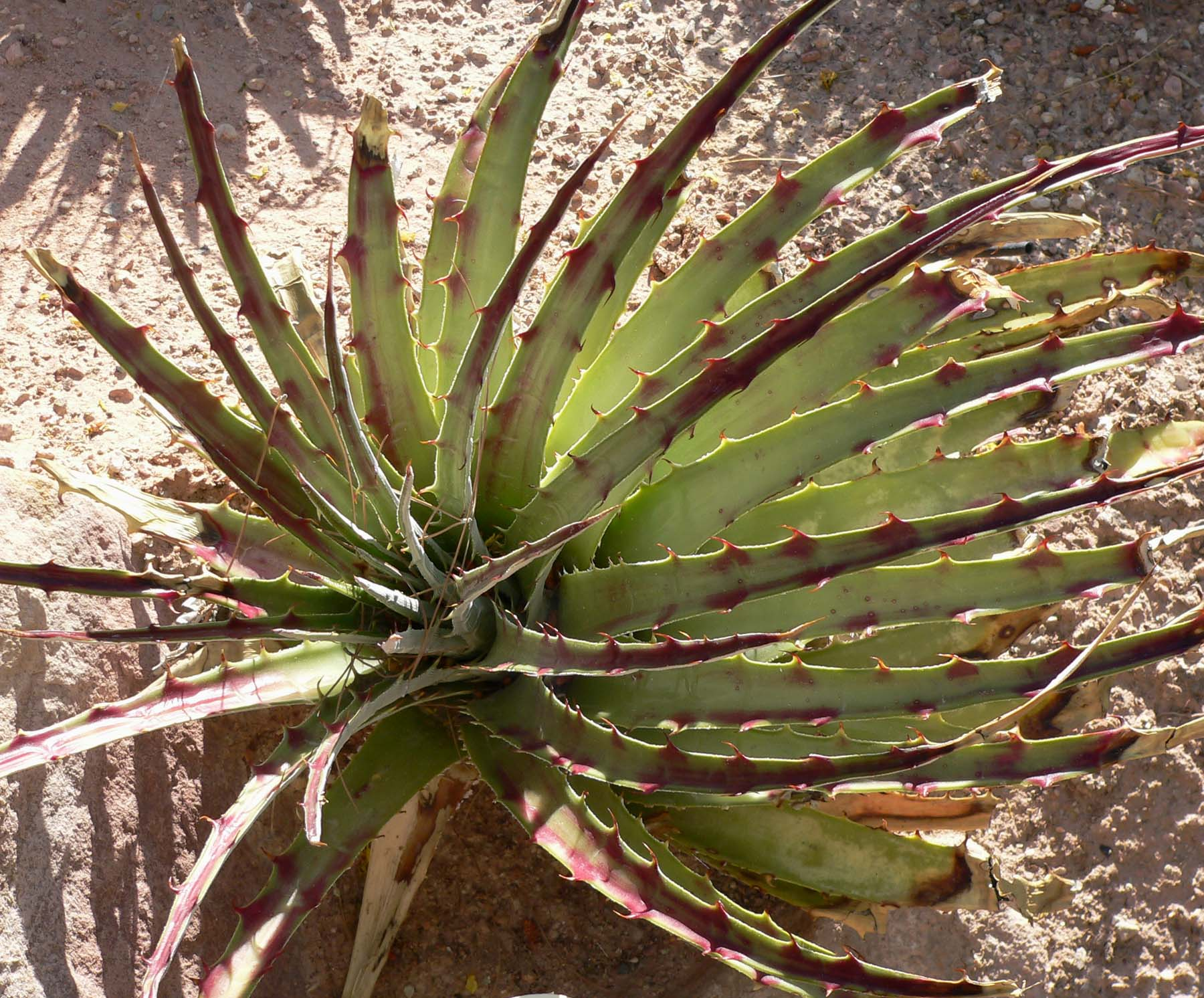
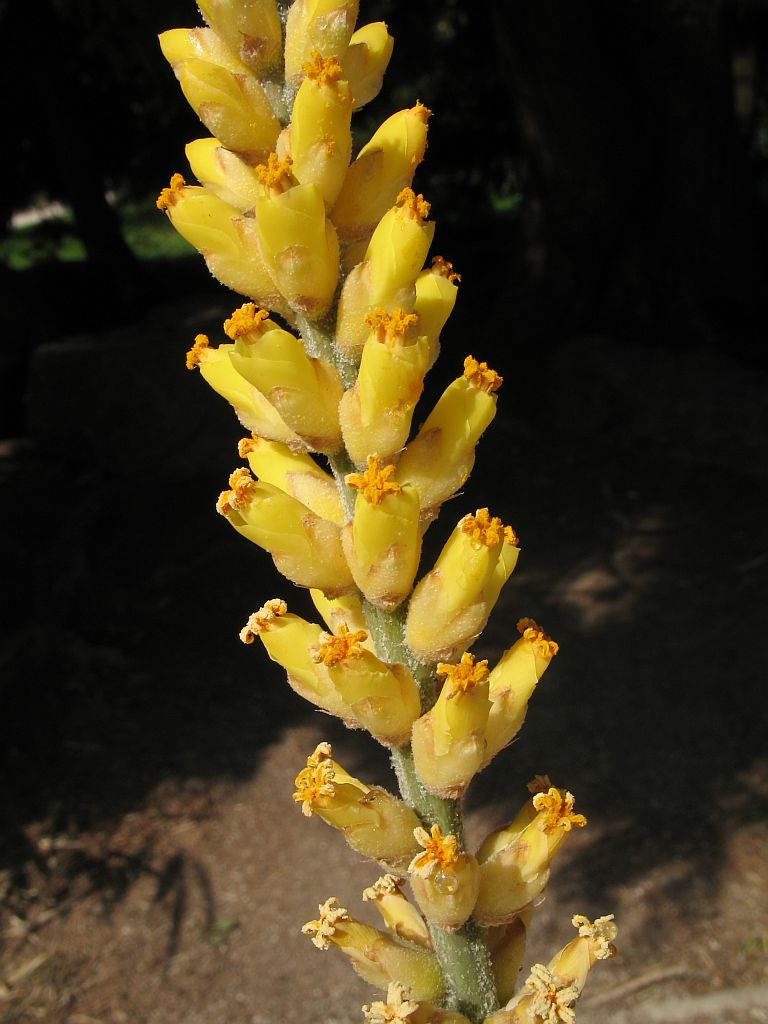
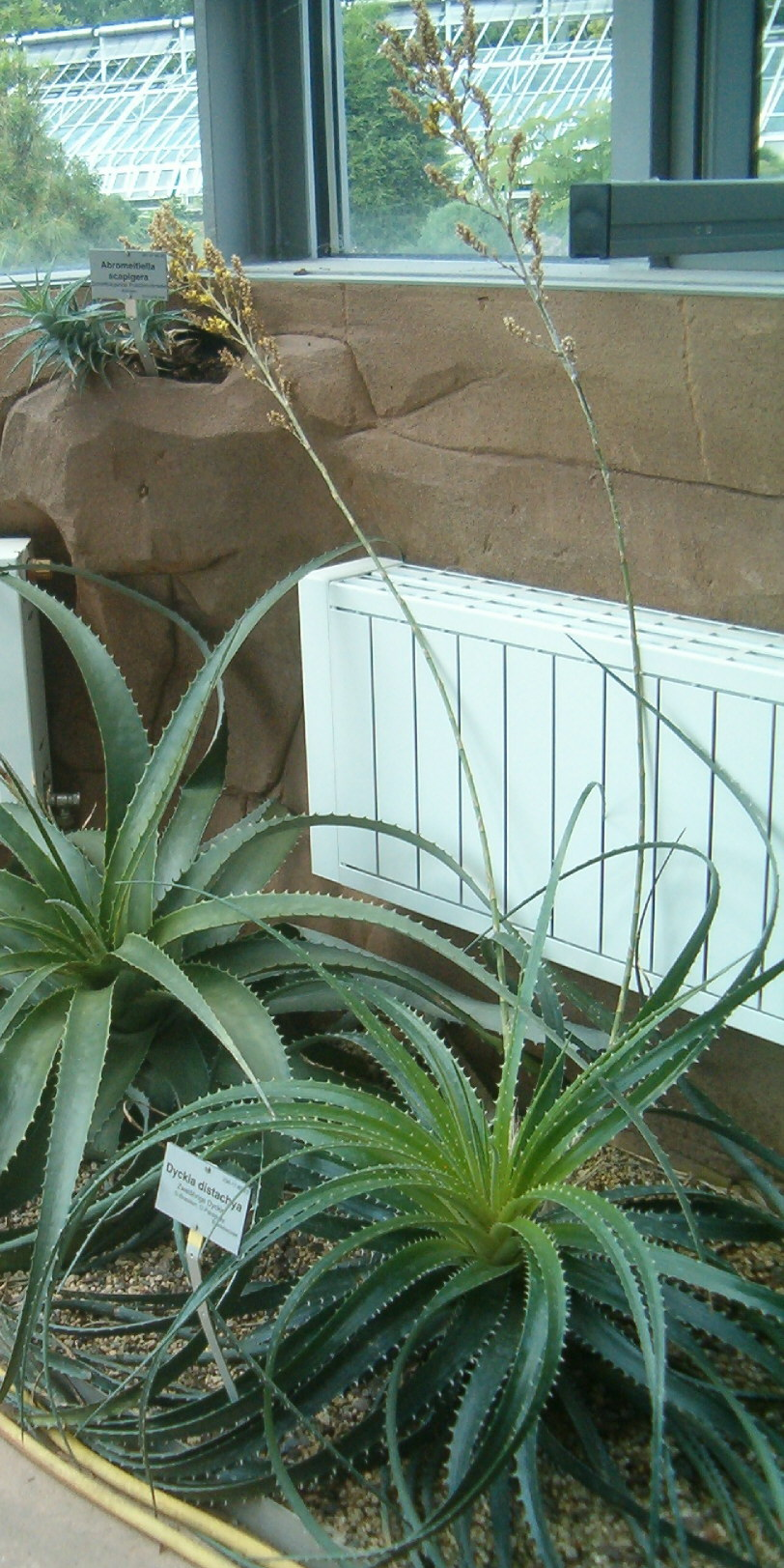
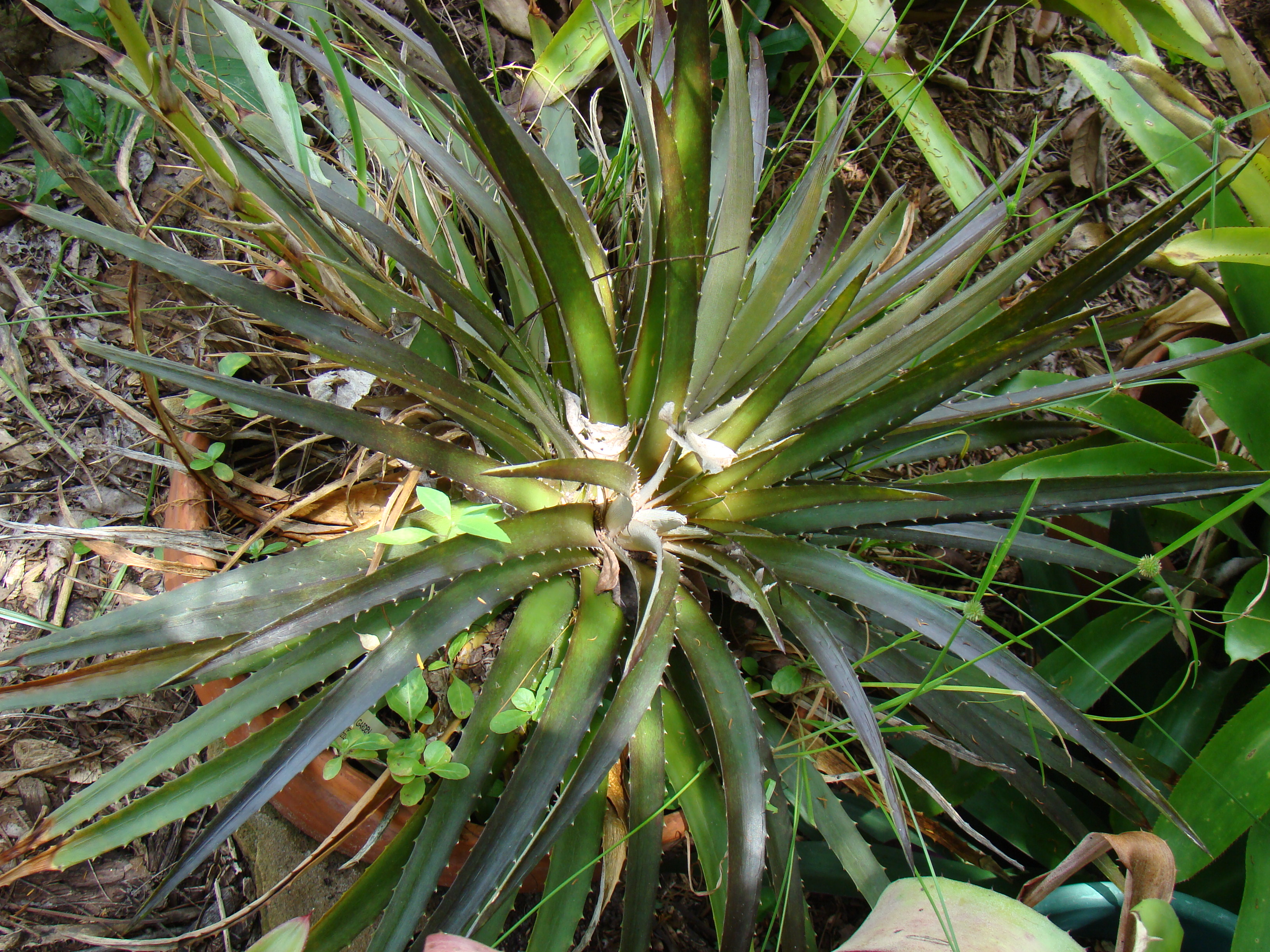